# Altoona (Iowa)
Altoona è una città della contea di Polk, Iowa, Stati Uniti, e fa parte dell'area metropolitana di Des Moines. La popolazione era di 14.541 abitanti al censimento del 2010.
Altoona è la sede di Adventureland, un parco di divertimento, Prairie Meadows, una pista di ippica e casinò, e un negozio di vendita di Bass Pro Shops, il primo nell'Iowa centrale.

## Geografia fisica
Secondo lo United States Census Bureau, ha un'area totale di 9,35 mi² (24,22 km²).

## Storia
Anthony Yant si stabilì dove oggi sorge Altoona nel 1854, nello stesso anno in cui si stabilì Gilbert T. Taylor. La terra fu inizialmente mappata nel 1847 e messa in vendita dal governo degli Stati Uniti nel 1848, ma ci vollero sei anni per venderla. Dopo molte vendite tra famiglie diverse, la famiglia Davis acquisì la terra il 1º febbraio 1868.
I Davis assunsero il geometra Juian B. Bausman per progettare la loro città. È anche accreditato per aver dato alla città il nome attuale. Altoona prende il nome dal termine latino "alto", altus, dopo che il geometra Julian B. Bausman scoprì che Altoona era il punto più alto sulla Des Moines Valley Railroad tra Des Moines e Keokuk.
Il piano fu registrato il 30 luglio 1868 e l'ufficio postale aprì il giorno successivo. Quando la Rock Island Railroad arrivò ad Altoona nel settembre dello stesso anno, si riferiva ad Altoona come Yant, il nome originale della città.
Altoona fu incorporata come città l'11 marzo 1876.
Oltre a servire come primo sindaco di Altoona, Emory English era il medico della città. 
Il secondo sindaco di Altoona, Thomas Haines, fu uno dei più noti sindaci di Altoona. Haines gestiva la T.E. Haines, un'azienda di piastrelle e mattoni. Haines donò il terreno alla città di Altoona su cui sorse parco cittadino, noto come Haines Park.
L'unico altro sindaco di Altoona ad avere un parco dedicato è Sam Wise. Wise fece lastricare le strade di Altoona, fece costruire un sistema fognario avanzato per il suo tempo consentendone l'espansione futura. Gli è dedicato il complesso sportivo della città "Sam Wise Youth Complex".
All'inizio del XX secolo, Altoona potrebbe quasi essere classificata come campo minerario. La United Mine Workers of America Local 407 fu organizzato ad Altoona nel 1897 e nel 1902 contava 61 membri che corrispondeva al 20% della popolazione della città al momento.
Il 5 maggio 2003, il consiglio comunale di Altoona ha riconosciuto l'Altoona Area Historical Society come organizzazione ufficiale della città per raccogliere, proteggere e preservare i manufatti e le documentazioni della città e delle aree circostanti. Nel 2011 l'Altoona Area Historical Society ha avviato importanti lavori di ristrutturazione all'interno dell'edificio più antico di Altoona. L'edificio è ora un museo aperto al pubblico. 
Nel 2013 sono iniziati i lavori per un nuovo data center di Facebook. Facebook ha chiesto all'azienda locale RPM Access di costruire e gestire un parco eolico che metterà più energia nel sistema rispetto a quando il data center si estenderà.

## Società

### Evoluzione demografica
Secondo il censimento del 2010, la popolazione era di 14.541 abitanti.

### Etnie e minoranze straniere
Secondo il censimento del 2010, la composizione etnica della città era formata dal 95,1% di bianchi, l'1,1% di afroamericani, lo 0,1% di nativi americani, l'1,1% di asiatici, lo 0,2% di oceanici, lo 0,9% di altre razze, e l'1,5% di due o più etnie. Ispanici o latinos di qualunque razza erano il 2,9% della popolazione.